# 縮退都市
縮退都市（しゅくたいとし、英語: Shrinking cities）とは、人口減少を経た都市の事であり、主として外部への移住によって起こる物である。そのような都市のインフラは多数の人口に対応できるように作られており、その維持が大きな問題となっている。 

## 動向
昨今の世界人口は70億人程度であり、うち30億人程度が都市に居住している。2030年までには都市人口が41億人にまで上昇すると見られている。その中で、人口流入を続ける都市もあれば、逆に流出を続ける都市もある。サスキア・サッセンの国際都市理論はこの流出入の勝者と敗者を予測しており、金融的に塊になっており、サービスに特化している都市を勝者、古い産業インフラを有し、経済を回す都市であるのが敗者であるとしている。実際、この半世紀で、10万人以上の人口を有する370程度の自治体のうち1割以上が人口減を経験しており、そのうち25%は米国の都市であり、特に重工業が盛んな中西部に多かった事実がある。
ドイツのポスターによると、縮退都市の数は順にアメリカ合衆国（59）、中華人民共和国（33）、イギリス（27）、ドイツ（26）、ブラジル（23）、イタリア（22）、ウクライナ（17）、南アフリカ（17）、ニジェール（14）、カザフスタン（13）、ロシア（13）、日本（12）、チリ（10）、インド（9）、ベトナム（9）、インドネシア（8）となっている。

## 問題点
縮退都市に横たわる大きな問題として、インフラ管理が挙げられる。縮退都市は一時期、より過密であり、その規模のインフラを抱えている。しかしながら、人口は減少傾向にあるのである。
そのため、インフラの過多は財政的な問題となり、一人あたりの負担額が大きくなる。近隣の家が離れている縮退都市では、この巨大なインフラに対する大きな負担は不可避である。一人あたりの負担額が上がろうとも、サービスはその広い土地のわずかな住民のために施されなければならない。自治体の財政を引き締めた上で、どのようにその費用を抑えるかについての研究成果が以下の通りである。「近隣同士では、人口密度は直にインフラ代の支出に影響する。高密度になれば導管の共有部分の一人当たり負担額は減る。1ヘクタールあたり40軒以下の人口密度ではインフラ関連の一人当たりコストは爆発的に増えるだろう。」これと同様の発想で、政策立案者の中には縮退都市では人々を集住させる事によって、解決を試みる者もいる。
また、古びたインフラは複雑であり、それを解決するには膨大な量の研究が要される。昨今、古くなった一部のインフラを修繕するよりも、全て取っ払ってしまった方が安く済むのではないかと言う見解も出てきているが、そこに関する詳しい研究は進展していない。これに関してケント州立大学の縮退都市の持続可能なインフラに関する報告では、以下の点を指摘している。

我々がこの研究を始めた時、古びた大きな、そして人口減少下においては最早必要とされていないインフラにかかる本質的な費用を保つための技術あるいは計画を見つけようとした。しかし、何も見つける事が出来なかった。

## 解決策
様々な都市を用いた複数のアプローチによるこの問題の解決が試みられている。
ビジネスの誘致などによって中心部に活気を取り戻す事による解決方法だけでなく、都市成長境界線を使う方法も考えられている。これはスプロール現象を抑制しようとしており、それによって縮退都市の問題が起こる前に阻止する事が期待されている。都市成長境界線は都市とその近郊を囲う様に引かれており、また職住近接が出来るようにし、縮退都市化が起こらない様に引かれている。実際にオレゴン州ポートランド等で使われ、成功を収め、インフラへの支出において最大限の還元が為されている。
また、ノースカロライナ州にある芸術と人文の村のように芸術的観点からの解決を試みる場所もある。